# 148 до н. е.

## Події
- Консулами Римської республіки були обрані Спурій Постумій Альбін Магн та Луцій Кальпурній Пізон Цезонін.
- Битва коло Підни між римськими військами і силами македонського лідера Андріска, вирішальна битва у Четвертій Македонській війні, що завершилася перемогою римлян. Фессалія і Македонія були приєднані до Риму.
- Тривала облога Карфагена римлянами та їхніми союзниками під час Третьої Пунічної війни.

### Астрономічні явища
- 27 травня. Кільцеподібне сонячне затемнення.[1]
- 20 листопада. Повне сонячне затемнення.[1]

## Народились
- Імператор Судзін, напівлегендарний 10-й імператор Японії

## Померли
- Масинісса, цар Нумідії